# André de Ridder
André de Ridder (* 1971 Hof) je německý dirigent. Dirigování studoval na vídeňské Universität für Musik und darstellende Kunst Wien a londýnské Royal Academy of Music. Jeho pedagogy byli Leopold Hager a Colin Davis. Nevěnuje se pouze klasické, ale také populární hudbě. Spolupracoval například s rockovou skupinou These New Puritans, jazzovým (a také klasickým) klavíristou Urim Cainem či s elektronickou skupinou Mouse on Mars. V roce 2012 založil kolektiv stargaze, který v roce 2016 vystoupil na poctě Davidu Bowiemu na BBC Proms (doprovázel zde zpěváky, jako jsou Amanda Palmerová, Marc Almond, John Cale či Anna Calvi).